# Wolfgang Plottke
Wolfgang Plottke (ur. 31 lipca 1948 w Klein Lukow, zm. 21 marca 2024) – niemiecki wioślarz reprezentujący RFN, brązowy medalista olimpijski i srebrny medalista mistrzostw świata.

## Kariera
Wystąpił na igrzyskach olimpijskich w Monachium w 1972, gdzie osada RFN w składzie: Joachim Ehrig, Peter Funnekötter, Franz Held i Wolfgang Plottke zdobyła brązowy medal w czwórkach bez sternika. W finale uplasowali się o 4,14 sekundy za osadą NRD i o 2,77 sekundy za osadą Nowej Zelandii. Był to jego jedyny start olimpijski.
W tej samej konkurencji wspólnie z Ehrigiem, Funnekötterem i Clausem Schneggenburgerem srebrny medal na mistrzostwach świata w St. Catharines (1970).
Zdobył ponadto brąz w czwórce bez sternika na mistrzostwach Europy w Kopenhadze (1971).
W 1980 zdobył mistrzostwo kraju w ósemkach. Odznaczony Srebrnym Liściem Laurowym, najwyższym sportowym odznaczeniem państwowym.